# Mtawari
Mtawari (georgisch: მთავარი, sinngemäß übersetzt „Herrscher“) war ein Herrschaftstitel in Georgien und entspricht dem eines Fürsten.
Vom 11. bis zum 14. Jahrhundert korrelierte der Titel genauso wie Tawadi mit dem Titel Eristawi und ist ein Synonym für einen der oberen Aristokratie, einem Fürsten. Während der Blütezeit des Königreiches Georgien im 12.–13. Jahrhundert wandelte sich der Titel zu einem erblichen Adelstitel. Im 15. Jahrhundert durften ihn nur noch die fünf regierenden Fürstenhäuser Westgeorgiens (Samzche, Mingrelien, Gurien, Swanetien und Abchasien) tragen, bis deren Autonomie von der Herrschaft Russlands abgelöst wurde.